# Typodryas trochanterius
Typodryas trochanterius là một loài bọ cánh cứng trong họ Cerambycidae.